# Agne Simonsson

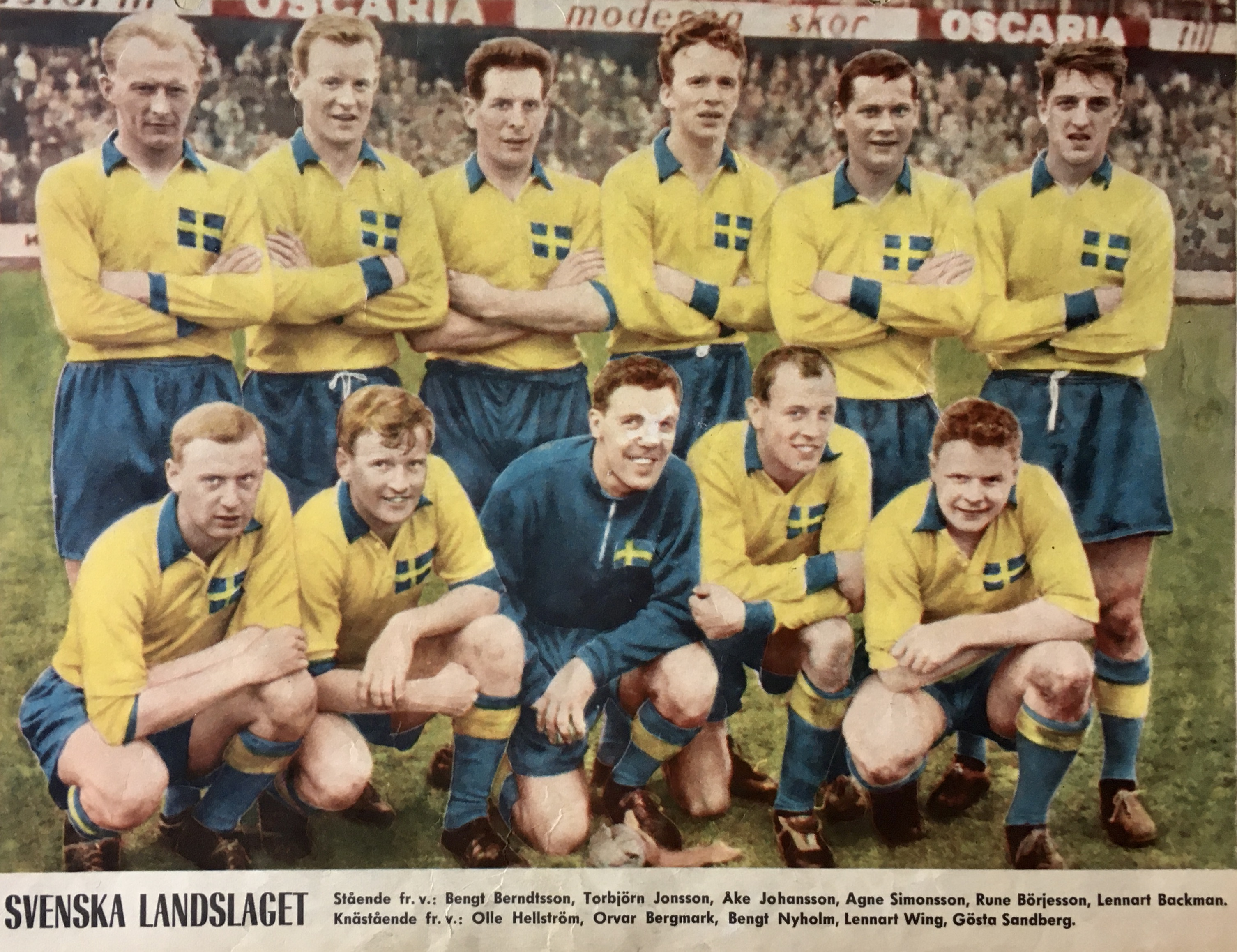
Det svenska herrlandslaget i fotboll, som den 28 maj 1961 segrade med 4-0 över Schweiz. I det svenska laget ingick följande spelare – stående från vänster: Bengt "Fölet" Berndtsson, Torbjörn Jonsson, Åke "Bajdoff" Johansson, Agne Simonsson, Rune Börjesson, Lennart Backman. Knästående från vänster: Olle "Lill-Lappen" Hellström, Orvar Bergmark, Bengt "Zamora" Nyholm, Lennart Wing och Gösta "Knivsta" Sandberg.

Tore Klas Agne Simonsson, född 19 oktober 1935 i Göteborg, död 22 september 2020 i Björkekärrs församling, var en svensk fotbollsspelare och fotbollstränare som räknas som en av Sveriges främsta spelare genom tiderna. Han är till dags dato den ende svenske man som spelat i Real Madrid.

## Biografi
Simonsson växte upp i Gamlestaden i Göteborg, och kom fram som center (anfallare) i Örgryte IS under 1950-talet och debuterade snart i landslaget. Under VM-slutspelet på hemmaplan 1958 tillhörde Simonsson de mest lysande spelarna med sina fyra mål under turneringen, bland annat i finalen mot Brasilien. Han är tillsammans med Nils Liedholm och Hanna Ljungberg en av tre svenska fotbollsspelare någonsin som gjort mål i en VM-final.
1959 tilldelades han såväl Guldbollen som Svenska Dagbladets guldmedalj ("Bragdguldet") efter två mål i landskampen mot England som gav en historisk vinst på Wembley Stadium (3-2). Efter matchen kallades han för "The King of Wembley".
Under en period var han proffs i spanska storklubben Real Madrid men hade svårt att ta en ordinarie plats i det stjärnspäckade laget och lånades ut till Real Sociedad. Så småningom återvände han till Örgryte där han avslutade karriären.
Simonsson ledde BK Häcken till serieseger i Division III Nordvästra Götaland 1977. 1985 ledde Agne Simonsson som tränare fram Örgryte IS till SM-guld efter finalsegern mot IFK Göteborg i dåtidens slutspel.
Då Simonsson var hyllad guldtränare och ÖIS även följande säsong låg på slutspelsplats, valde ÖIS-ordföranden Ingvar Fast att degradera Simonsson från A-lags- till ungdomstränare. Simonsson sade då upp sig och ägnade sig åt sitt arbete som fastighetsmäklare men fick ganska omgående ett tränaranbud från grekiska proffslaget Iraklis Thessaloniki FC. Han blev dess dittills högst betalde tränare och dess framgångsrikaste någonsin.
| ”              | Trots misslyckandet i Real Madrid återstår Agne Simonsson som en av Sveriges bästa spelare genom tiderna. Han hade en fantastisk blick för spelet, perfekt teknik, kyla i trängda lägen och förmågan att alltid sätta lagets bästa främst vilket gjorde honom till en utmärkt speldirigent. Dessutom var han extremt målfarlig, hans huvudspel var utmärkt, han sköt kanske inte hårdast men kompenserade det med list och precision. Klart att Alfredo di Stefano blev orolig. | „ |
| – Aftonbladet, | |   |

Agne Simonsson är gravsatt i minneslunden på Kvibergs kyrkogård.

## Bildgalleri

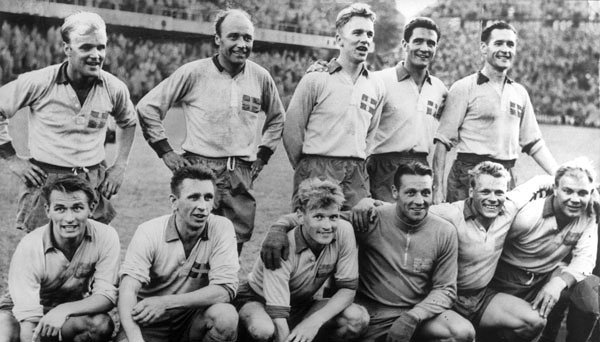
Svenska VM-laget 1958.
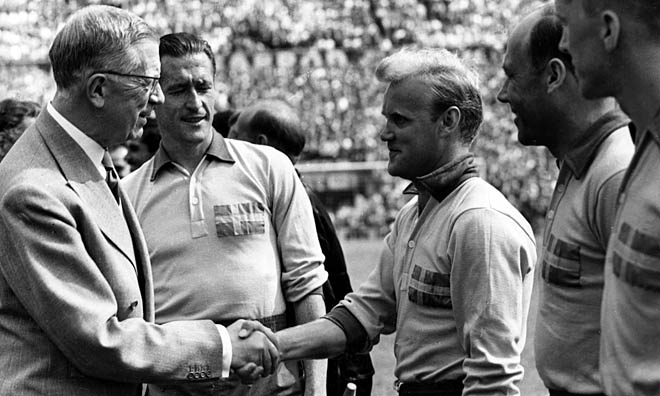
Nacka Skoglund gratuleras av Gustaf VI Adolf (Simonsson längst till höger).
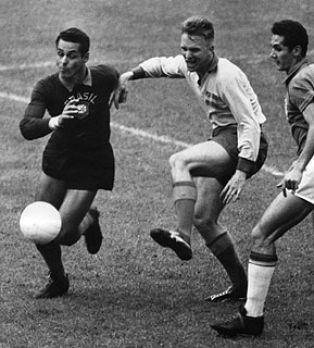
Gilmar och Agne Simonsson.
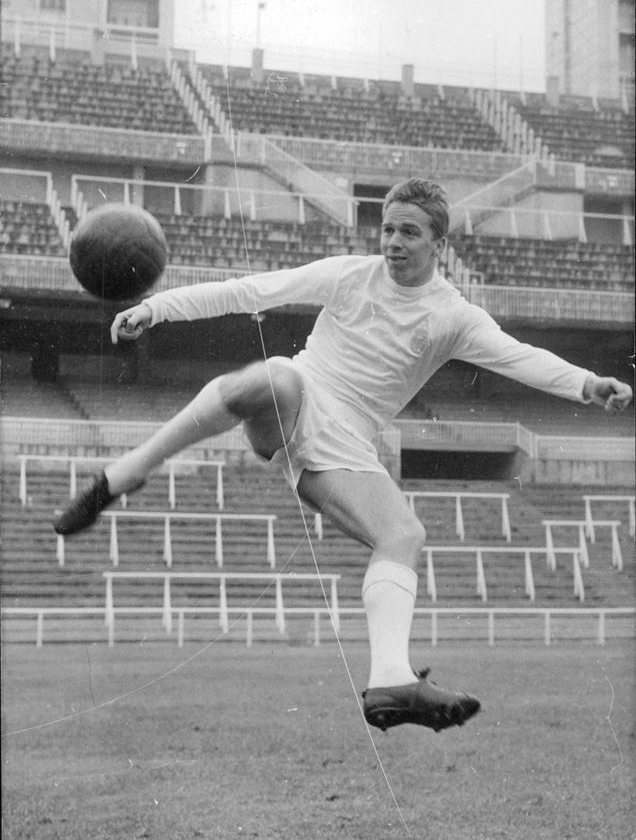
Agne Simonsson i Real Madrid, 1961.

## Meriter
- 51 A-landskamper/27 mål 1957–1967
- Guldbollen 1959
- Bragdguldet 1959
- VM-silver 1958
- Invald 2008 i Svensk fotbolls Hall of Fame som nummer 30.